# 曲尔皮希
曲尔皮希（德語：Zülpich，發音：[ˈtsʏlpɪç] ⓘ）是德国北莱茵-威斯特法伦州科隆行政区奥伊斯基兴县的城市，面积101.01平方千米，2023年12月31日人口为21,375人。
克洛维一世曾率领法兰克人在此与阿勒曼尼人进行过曲尔皮希战役。

## 友好城市
- 法國 布莱
- 芬兰 康阿斯阿拉
- 荷蘭 埃尔斯特